# Salsiccia cinese

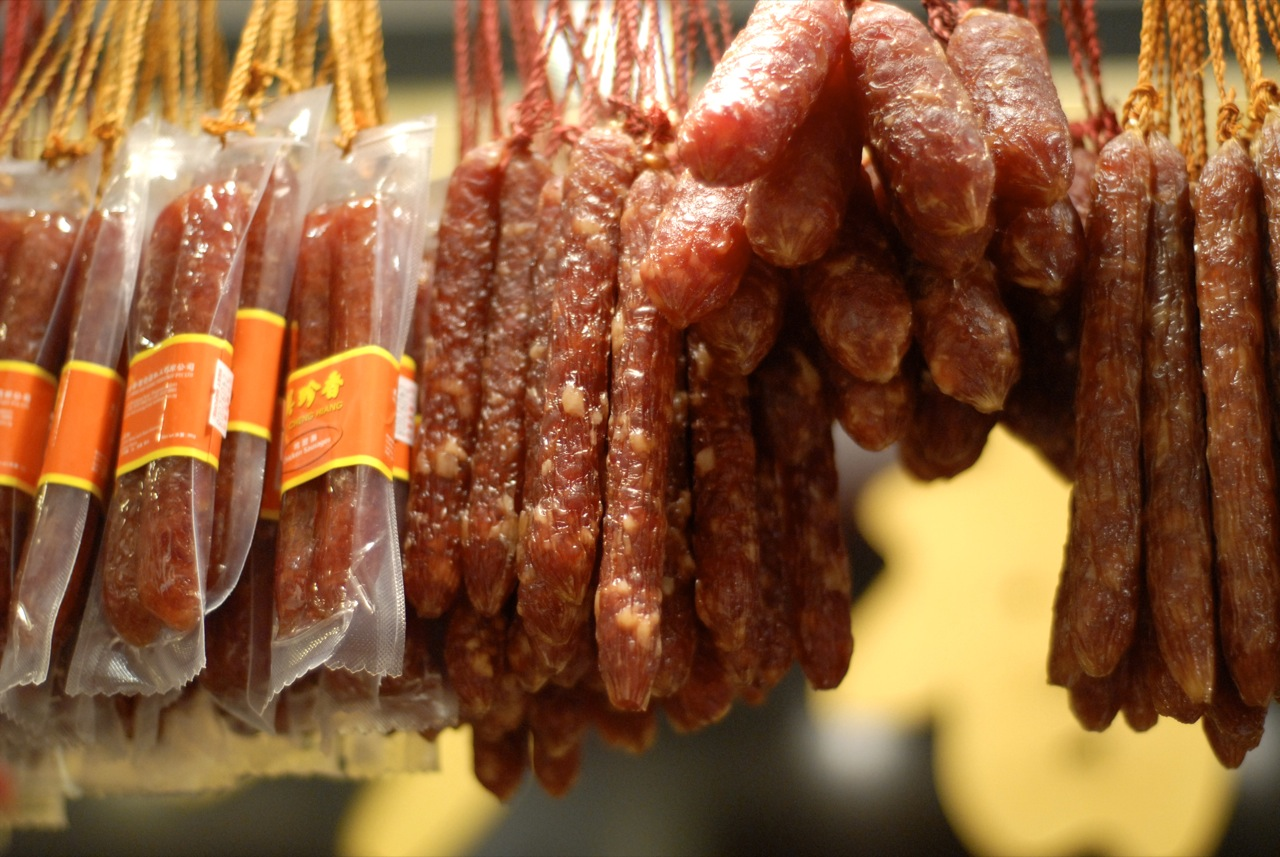
Salsicce cinesi in essiccazione.

Salsiccia cinese è un termine generico che si riferisce ai diversi tipi di salsicce originarie della Cina. Il sapore della salsiccia cinese è comunemente noto con il nome cantonese lap cheong (o lap chong; cinese semplificato: 腊肠; cinese tradizionale: 臘腸; pinyin: làcháng; Jyutping: laap6 coeng2; cantonese Yale: laahp chéung).

## Varietà
C'è un'ampia scelta di salsicce grasse o magre. Ne esistono diversi tipi, da quelli realizzati con carne di maiale fresca a quelli realizzati con fegati di maiale, di anatra e persino di tacchino. Di solito una salsiccia fatta con fegato avrà un colore più scuro di una fatta senza fegato. Più recentemente, è iniziata anche la produzione di salsicce cinesi di pollo. Tradizionalmente vengono classificati in due tipologie principali. A volte vengono arrotolate e cotte a vapore come dim sum.
- Lap cheong (cantonese o cinese semplificato: 腊肠; cinese tradizionale: 臘腸; pinyin: làcháng; Jyutping: laap6 coeng2; cantonese Yale: laahp chéung) (lett. "salsiccia conservata") è una salsiccia dura e secca solitamente a base di carne di maiale e grasso di maiale. Normalmente viene affumicata, addolcita e condita con acqua di rose, vino di riso e salsa di soia.[1]
- Yun chang (cinese semplificato: 膶肠; cinese tradizionale: 膶腸; pinyin: rùn cháng; Jyutping: jeon2 coeng2; cantonese Yale: yéun chéung) (lett. "salsiccia di fegato") è preparata con fegato d'anatra.
- Xiang chang (cinese semplificato: 香肠; cinese tradizionale: 香腸; pinyin: xiāng cháng; Jyutping: hoeng1 coeng2; cantonese Yale: hēung chéung) (lett. "salsiccia aromatica") è una salsiccia fresca e carnosa composta da pezzi di maiale tritati grossolanamente e grasso di maiale non fuso. La salsiccia ha un sapore piuttosto dolce.
- Nuomi chang (cinese semplificato: 糯米肠; cinese tradizionale: 糯米腸; pinyin: nuòmǐ cháng; Jyutping: no6 mai5 coeng2; cantonese Yale: noh máih chéung) (lett. "salsiccia di riso glutinoso") è una salsiccia di colore bianco composta da riso glutinoso, aromatizzata, insaccata in un involucro e poi cotta a vapore o bollita fino a cottura. Il nuomi chang di alcune culture cinesi ha il sangue come agente legante, similmente al sundae coreano.
- Xue chang (cinese semplificato: 血肠; cinese tradizionale: 血腸; pinyin: xuě cháng; Jyutping: hyut3 coeng2; cantonese Yale: hyut chéung) (lett. "salsiccia al sangue", "sanguinaccio") è una salsiccia cinese che ha il sangue come ingrediente principale, similmente al sanguinaccio.
- Bairouxue chang (cinese semplificato: 白肉血肠; cinese tradizionale: 白肉血腸; pinyin: báiròuxuě cháng; Jyutping: baak6 juk6 hyut3 coeng2; cantonese Yale: baahk yuhk hyut chéung) (lett. "sanguinaccio a base di carne bianca") è un tipo di salsiccia popolare nel nord-est della Cina che include carne tritata nella miscela di sangue.
- Guan chang (cinese: 贯肠) (lett. "attraverso la salsiccia") è una lunga salsiccia rossa fatta di carne fresca.

## Varianti regionali

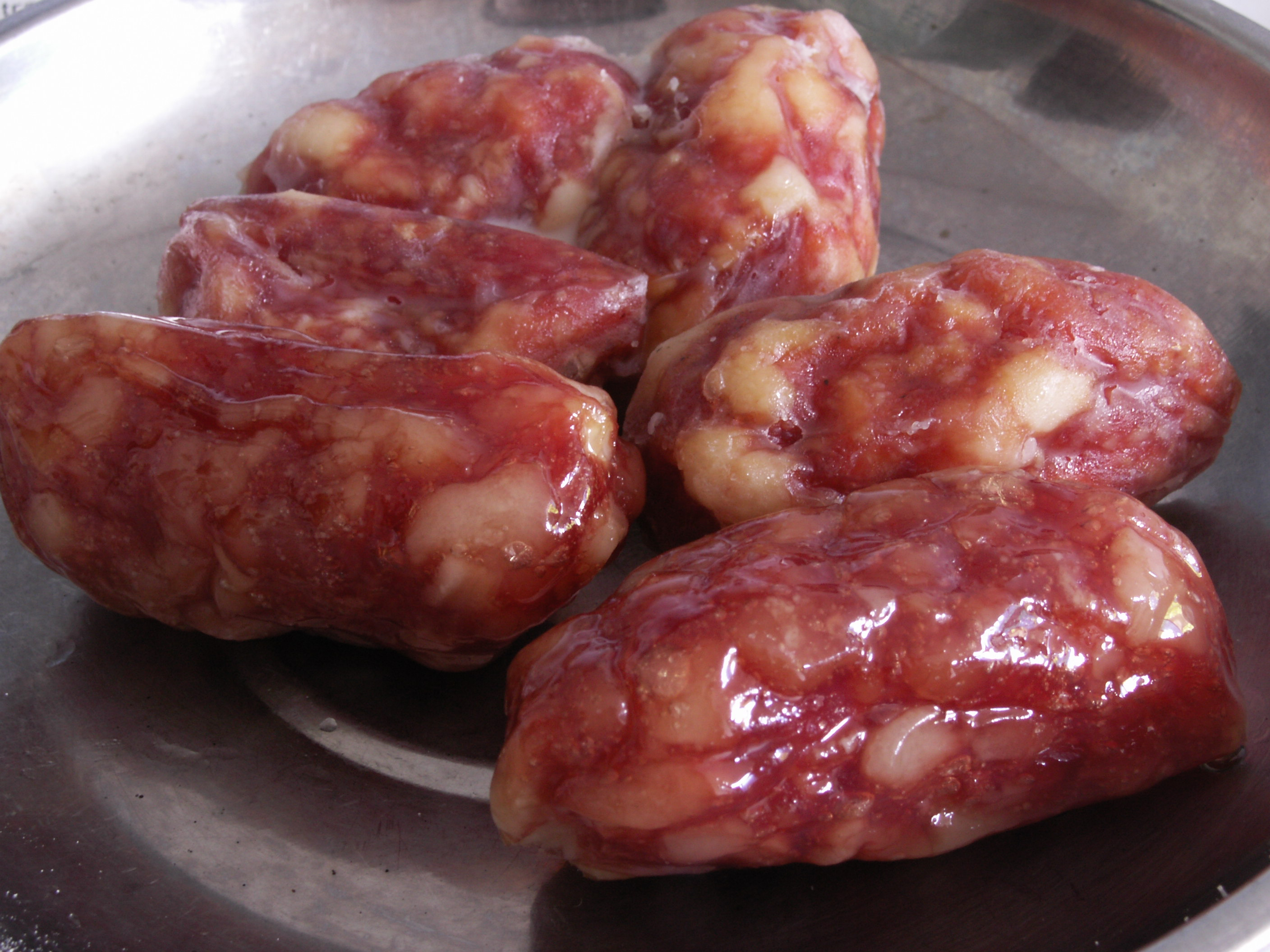
Piccole salsicce secche cantonesi.

La salsiccia cinese è utilizzata come ingrediente in numerosi piatti nelle province cinesi meridionali di Guangdong, Fujian, Jiangxi, Sichuan e Hunan, ma anche a Hong Kong e Taiwan. La salsiccia del Sichuan contiene ed è aromatizzata con peperoncino rosso in polvere, polvere di pepe del Sichuan e salsa di fagioli Pixian. Due esempi comuni di tali piatti includono il riso fritto e il lo mai gai (糯米雞). Le tradizionali forme non confezionate si trovano solitamente nei mercati di strada o nei mercati umidi.

### Salsiccia di Harbin

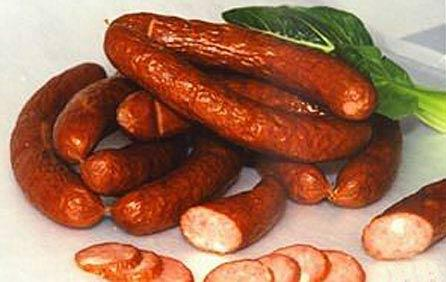
Salsicce affumicate di Harbin.

Nel nord-est della Cina, in particolare a Harbin, la città più grande dello Heilongjiang, è comune la salsiccia di Harbin (cinese tradizionale: 紅腸; cinese semplificato: 红肠; pinyin: hóngcháng), una specialità regionale popolare: è una salsiccia rossa salata affumicata e macinata grossolanamente simile alla kielbasa polacca e allo skilandis lituano. Fu prodotta per la prima volta nel marzo 1909 dal personale lituano in una fabbrica a capitale russo denominata Churin Sausage Factory, situata nel distretto di Daoli di Harbin. Un nome alternativo è lidaosi (cinese: 里道斯), dal russo колбаса литовская (kolbasa litovskaja), "salsiccia lituana". La salsiccia di Harbin divenne successivamente popolare in Cina, soprattutto nelle regioni settentrionali. Ne viene prodotta anche una versione essiccata più dolce simile alle salsicce della Cina meridionale.

## In altre culture

### Vietnam
In vietnamita, la salsiccia cinese è chiamata lạp xưởng o lạp xường. È divenuta parte di una grande varietà di piatti, dalle semplici omelette ai piatti principali più complessi. A causa del sapore salato delle salsicce, vengono utilizzate con moderazione con altri ingredienti per bilanciare il sapore. Le salsicce sono fatte con carne di maiale (lạp xưởng heo) o pollo (lạp xưởng gà); queste ultime hanno un gusto meno forte. Tung lò mò (cham: ꨓꨭꩂ ꨤꨟꨯꨱꨥ, tung lamaow) è una salsiccia simile preparata con carne di manzo dal popolo Cham (musulmano) nel sud del Vietnam.

### Birmania
In birmano, la salsiccia si chiama kyet u gyaung (salsiccia di pollo; ကြက်အူချောင်း) o wet u gyaung (salsiccia di maiale; ဝက်အူချောင်း). Le salsicce prodotte in Birmania sono più carnose e compatte rispetto a quelle di Singapore o della Cina. Di solito vengono utilizzate nel riso fritto e insieme alle verdure fritte, principalmente cavoli.

### Filippine

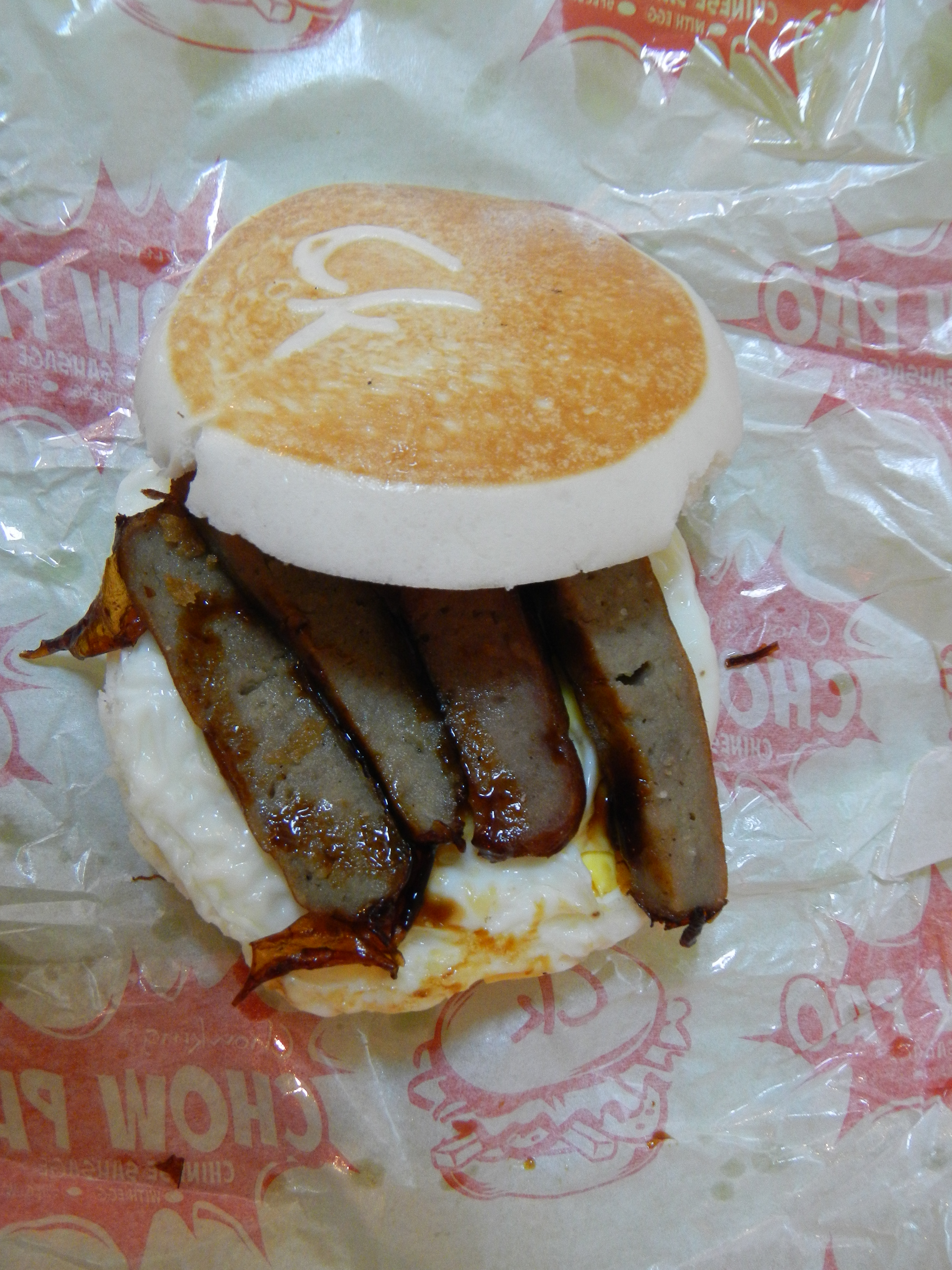
Salsiccia cinese chow pao con un uovo a Chowking, Filippine.

Nelle Filippine, la salsiccia cinese è un ingrediente di alcuni piatti sino-filippini come il siopao bola-bola. A volte viene confusa e utilizzata al posto della salsiccia autoctona chorizo de Macao (a volte conosciuta anche come "chorizo cinese"). Quest'ultima non deriva dalla salsiccia cinese, ma deve il suo nome all'uso dell'anice stellato, che nelle Filippine è associato alla cucina cinese.

### Taiwan
Anche Taiwan produce una forma simile di salsiccia; tuttavia, raramente viene essiccata come le salsicce cantonesi. Il grasso e la carne possono essere emulsionati e può essere utilizzata una maggiore quantità di zucchero, ottenendo un gusto più dolce. Queste salsicce sono solitamente prodotte dai macellai locali e vendute nei mercati o preparate in casa. Questa variante della salsiccia cinese è conosciuta come xiangchang (香腸) in cinese mandarino, letteralmente "salsiccia aromatica".

### Singapore
Singapore produce salsicce cinesi innovative che potrebbero essere considerate più salutari rispetto alle varietà tradizionali. Gli esempi includono salsicce cinesi a basso contenuto di grassi, a basso contenuto di sodio e ad alto contenuto di fibre.

### Thailandia

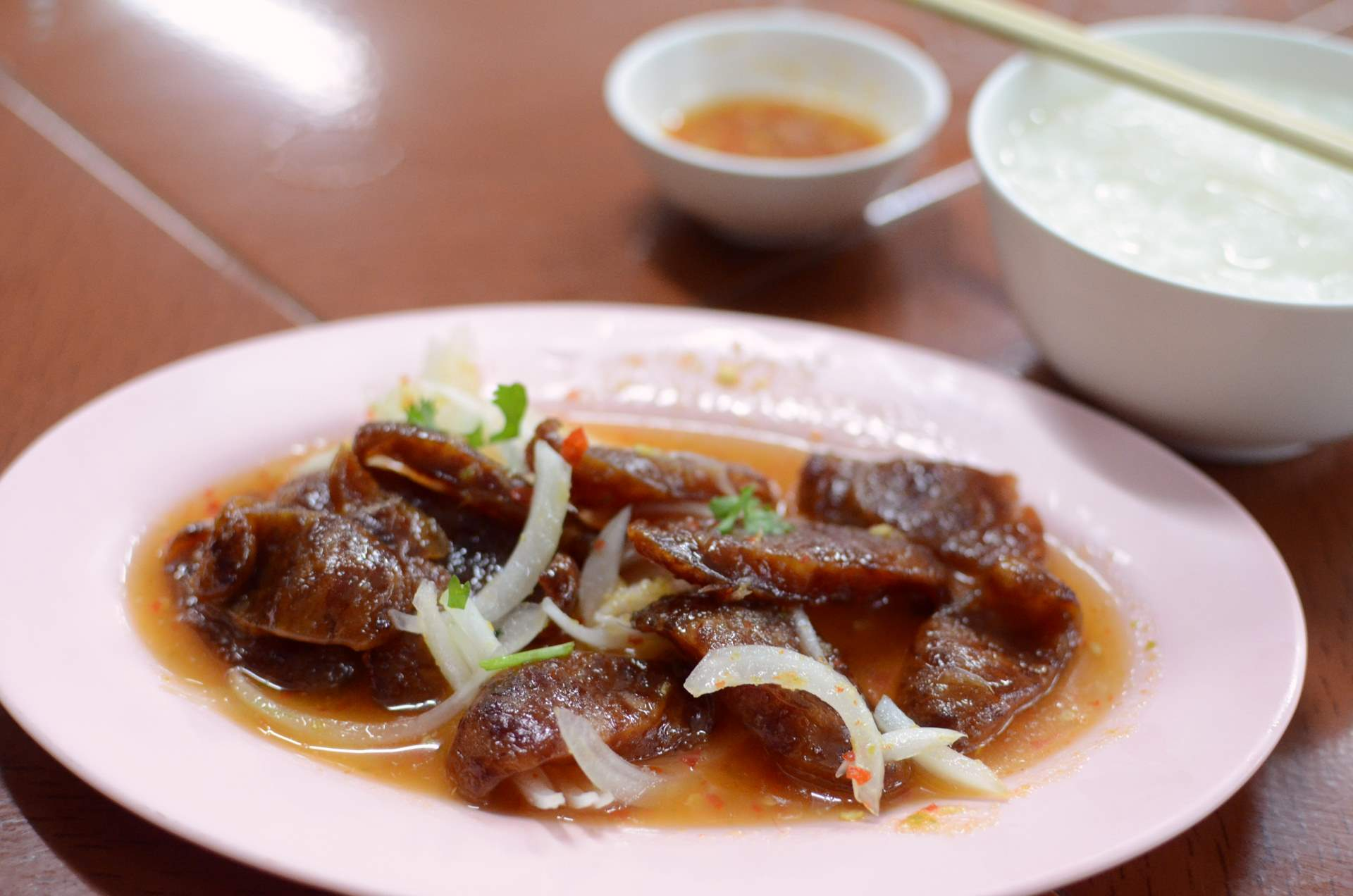
Yam kun chiang, un'insalata thai fatta con la chang.

In thailandese, la salsiccia cinese è chiamata kun chiang (thailandese: กุนเชียง) dal nome nel dialetto Teochew (贯肠, kwan chiang in Teochew), la variante della lingua cinese dominante all'interno della comunità cinese thailandese. Viene utilizzata in diversi piatti cinesi dalla numerosa comunità cinese thailandese, e anche in alcuni piatti thailandesi come lo yam kun chiang, un'insalata thailandese fatta con questa salsiccia. C'è anche una salsiccia cinese fatta con pesce testa di serpente (pla chon; thailandese: ปลาช่อน).

### Suriname
In Suriname, la salsiccia cinese è indicata con una parola hakka (fa1cong3, 花肠, "salsiccia screziata"), resa come fatjong, fachong, fa-chong, fashong o fasjong nell'ortografia colloquiale. Fa parte del piatto moksi meti tyawmin (chow mein di carne mista).

### Altre regioni
Le salsicce cinesi sono generalmente disponibili nei supermercati asiatici al di fuori dell'Asia, per lo più confezionate sottovuoto, sebbene alcuni generi alimentari cinesi vendano anche le varietà non confezionate. Questi tendono ad essere prodotti a livello nazionale a causa dei divieti di importazione di prodotti a base di carne dall'estero. Ad esempio, molte delle salsicce cinesi vendute in Canada sono prodotte da numerosi produttori con sede a Vancouver e Toronto. La lap cheong è anche una salsiccia molto popolare alle Hawaii a causa del gran numero di cinesi che vivono nelle isole e che l'hanno incorporata nella cucina locale.